# Jean-Marie Léyé
Jean-Marie Léyé (né en 1932 à Aneityum, et mort le 9 décembre 2014) est un homme d'État vanuatais.

## Biographie
En 1976, le Vanuatu étant alors le condominium franco-britannique des Nouvelles-Hébrides, il est l'un des fondateurs et le premier président de l'Union des Communautés des Nouvelles-Hébrides (UCNH), mouvement autochtone francophone constitué en réponse au Parti national, mouvement nationaliste dominé par les anglophones. Tandis que le Parti national, sous la direction de Walter Lini, milite pour un accès rapide des Nouvelles-Hébrides à l'indépendance, l'UCNH prône un transfert de pouvoirs plus progressif de la part des autorités coloniales, « afin de préparer cette transition dans de meilleures conditions ». La popularité du Parti national amène toutefois à l'indépendance du pays (qui devient le Vanuatu) en 1980. L'UCNH devient l'Union des partis modérés, principale force politique d'opposition.
Au début de l'année 1981, Jean-Marie Léyé est condamné à un an de prison ferme pour incitation à la sécession à Tanna, pour des faits remontant aux mois qui ont précédé l'indépendance.
Il entre au Parlement de Vanuatu avec l'étiquette de l'UPM en remportant une élection partielle pour l'île de Tanna le 2 septembre 1982, due à l'assassinat du député Alexis Yolou,. Il est réélu aux élections législatives de 1983 et ne se représente pas à celles de 1987.
Le 2 mars 1994, Léyé est élu président de la République, rôle cérémoniel et essentiellement symbolique dans cette république parlementaire. Il est alors le premier francophone à occuper cette fonction. Le 12 octobre 1996, il est brièvement enlevé par des membres de la Force mobile de Vanuatu, le service paramilitaire de défense nationale, qui protestent ainsi contre des allocations impayées. Il est relâché le même jour. Il s'agit du « seul coup d’Etat de l'histoire du pays »,.
En 1995, il s'oppose publiquement à la reprise d'essais nucléaires français dans le Pacifique. Il en appelle au « devoir » de la France de « garantir un environnement sain » dans le Pacifique. Pour sa part son premier ministre, Maxime Carlot Korman,  souhaite le maintien de relations proches et amicales avec la France, tout en s'opposant lui aussi aux essais nucléaires.
Fin 1997, redevenu simple député, Maxime Carlot Korman dépose au Parlement une motion de censure pour tenter de démettre le gouvernement du premier ministre Serge Vohor. Le président Léyé intervient le 27 novembre, à la demande de Serge Vohor, et dissout le Parlement, empêchant le vote de la motion. Cette décision est controversée. Léyé s'explique en estimant que les motions de censure à répétition au Parlement sont source d'instabilité politique, et qu'il a agi en conscience, sans que son acte ne lui soit dicté par le Premier ministre. La dissolution du Parlement est invalidée par la justice, avant que la décision de Léyé ne soit confirmée et restaurée par la Cour d'Appel le 9 janvier 1998. Les élections anticipées provoquées par cette dissolution sont perdues par Serge Vohor ; Donald Kalpokas du Vanua'aku Pati devient premier ministre,.
Le mandat présidentiel de Jean-Marie Léyé arrive à terme le 2 mars 1999. John Bani est élu à sa succession.